# Aldeadávila de la Ribera
Aldeadávila de la Ribera est une commune espagnole de la province de Salamanque dans la communauté autonome de Castille-et-León. Elle ressort comme le lieu le plus important du nord-ouest du comté de Vitigudino et elle est considérée la capitale ou centre de services du sub-comté de La Ribera (Las Arribes). Elle appartient au partit judiciel de Vitigudino et à la mancomunidad Centro Duero. 

## Patrimoine

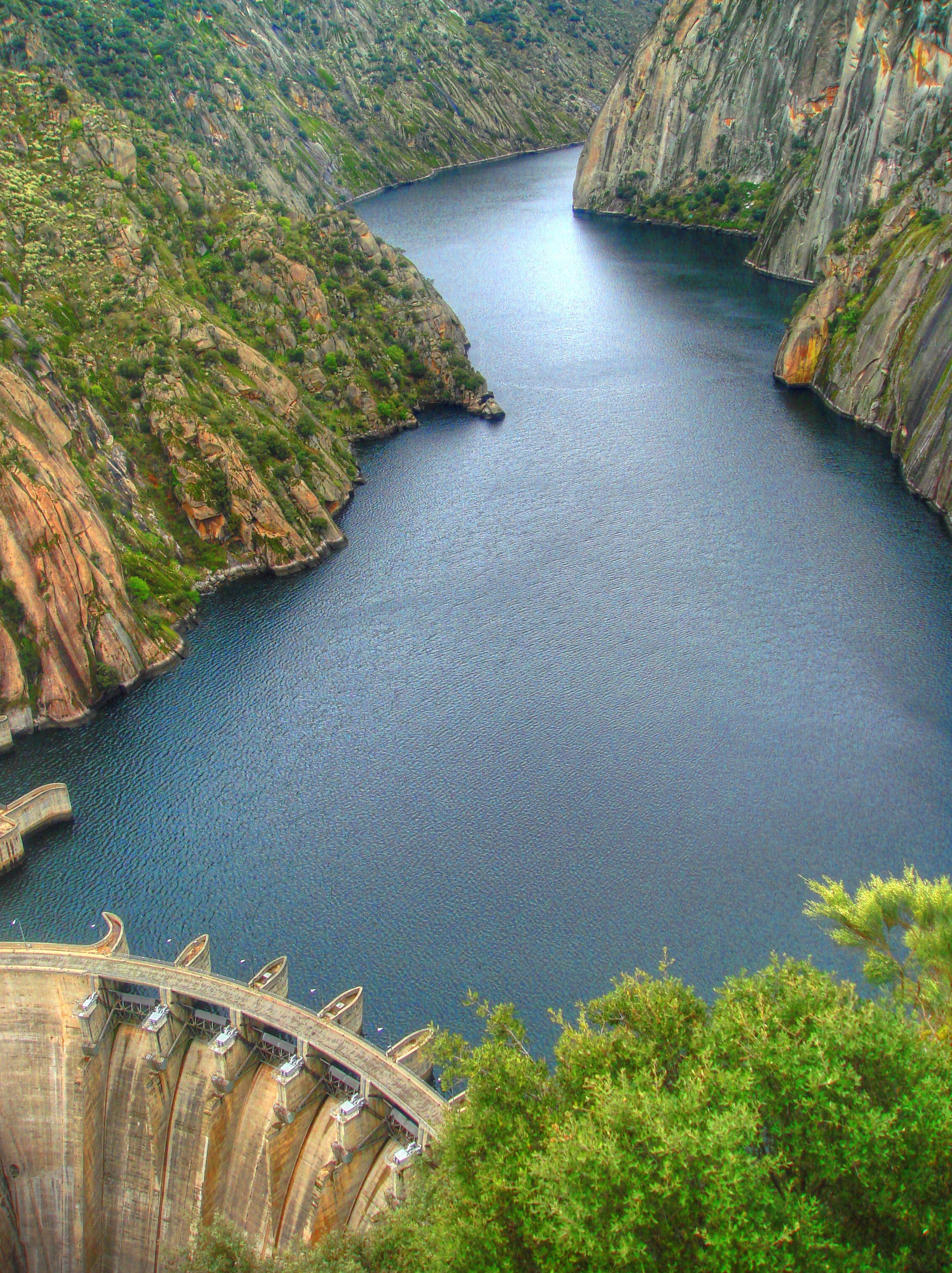
Barrage d'Aldeadávila.